# Мілош Глонек
Мілош Глонек (словац. Miloš Glonek 26 вересня 1968, Златі Моравці) — чехословацький та словацький футболіст, який грав на позиції центрального захисника.

## Клубна кар'єра
Глонек розпочав займатись футболом у рідному місті Златі Моравці, а у віці 16 років потрапив до «Спартака» (Трнави). З 1986 року Мілош перебував в структурі «Слована» з міста Братислава, за який дебютував на дорослому рівні у 1989 році і у сезоні 1991/92 виграв з ним чемпіонат Чехословаччини.
У тому ж році Глонек перебрався до Італії, де став гравцем місцевого клубу «Анкона». Після того як 1 січня 1993 року Словаччина проголосила незалежність, Глонек став першим громадянином незалежної Словацької республіки, хто зіграв у вищому італійському дивізіоні. Загалом у дебютному сезоні Глонек зіграв 23 гри у Серії А, але команда посіла 17 місце і покинула вищий дивізіон. У другому сезоні клуб незважаючи на досить низьке 8 місце у Серії В, зумів дійти до фіналу Кубка Італії, а словак зіграв в обох матчах проти «Сампдорії» (0:0, 1:6).
У вересні 1996 року Глонек перейшов у французький «Кан», втім і ця команда в першому ж сезоні вилетіла з вищого дивізіону, посівши передостаннє 19 місця. Наступного сезону Глонек створив пару центрбеків із новачком команди Стефаном Моро і допоміг команді виграти Лігу 2 та повернутись в еліту. Там словак отримав травму після 25 матчів, через що не зміг допомогти команді зберегти прописку.
На сезон 1997/98 Глонек повернувся до «Слована», щоб завершити реабілітацію та відновити ігровий ритм, після чого знову відправився до «Кана». Так граючи у захисті в парі з Жаном-Філіппом Кайє він провів три сезони у другому дивізіоні, але так і не зумів з клубом повернутись до Ліги 1. Після того як 2001 року до команди повернувся досвідчений вихованець Франк Дюма, Мілош вирішив завершити кар'єру у віці 33 років.

## Виступи за збірні
За збірну Чехословаччини Криштофік дебютував 13 листопада 1991 року в матчі відбору до чемпіонату Європи 1992 року проти Іспанії (1:2). Всього у 1991—1993 роках провів 13 матчів за збірну Чехословаччини.
30 березня 1994 року дебютував за збірну Словаччини в товариському матчі проти Мальти (2:1) і загалом до 1996 року зіграв за словацьку збірну 12 разів.

## Досягнення
- Чемпіон Чехословаччини (1): 1991/92

## Статистика

### Виступи за збірні
| Дата       | Місто          | Господарі      | Результат | Гості             | Турнір            | Голи | Примітки |
| ---------- | -------------- | -------------- | --------- | ----------------- | ----------------- | ---- | -------- |
| 13-11-1991 | Севілья        | Іспанія        | 2 – 1     | Чехословаччина    | Відбір до ЧЄ 1992 | -    | 40'      |
| 18-12-1991 | Гоянія         | Бразилія       | 2 – 1     | Чехословаччина    | товариський матч  | -    |          |
| 4-1-1992   | Каїр           | Єгипет         | 2 – 0     | Чехословаччина    | товариський матч  | -    |          |
| 25-3-1992  | Прага          | Чехословаччина | 2 – 2     | Англія            | товариський матч  | -    |          |
| 22-4-1992  | Прага          | Чехословаччина | 1 – 1     | Німеччина         | товариський матч  | -    |          |
| 27-5-1992  | Ястшембе-Здруй | Польща         | 1 – 0     | Чехословаччина    | товариський матч  | -    |          |
| 19-8-1992  | Братислава     | Чехословаччина | 2 – 2     | Австрія           | товариський матч  | -    | 90'      |
| 2-9-1992   | Praga          | Чехословаччина | 1 – 2     | Бельгія           | Відбір до ЧС 1994 | -    |          |
| 23-9-1992  | Кошиці         | Чехословаччина | 4 – 0     | Фарерські острови | Відбір до ЧС 1994 | -    |          |
| 14-11-1992 | Бухарест       | Румунія        | 1 – 1     | Чехословаччина    | Відбір до ЧС 1994 | -    |          |
| 24-3-1993  | Лімасол        | Кіпр           | 1 – 1     | Чехословаччина    | Відбір до ЧС 1994 | -    |          |
| 28-4-1993  | Острава        | Чехословаччина | 1 – 1     | Уельс             | Відбір до ЧС 1994 | -    | 67'      |
| 2-6-1993   | Кошиці         | Чехословаччина | 5 – 2     | Румунія           | Відбір до ЧС 1994 | -    | 81'      |
| Усього     |                | Матчів         | 13        |                   | Голів             | 0    |          |

| Дата       | Місто      | Господарі  | Результат | Гості          | Турнір            | Голи | Примітки |
| ---------- | ---------- | ---------- | --------- | -------------- | ----------------- | ---- | -------- |
| 30-3-1994  | Та-Калі    | Мальта     | 1 – 2     | Словаччина     | товариський матч  | -    |          |
| 29-5-1994  | Москва     | Росія      | 2 – 1     | Чехословаччина | товариський матч  | -    |          |
| 16-8-1994  | Братислава | Словаччина | 1 – 1     | Мальта         | товариський матч  | -    | 46'      |
| 7-9-1994   | Братислава | Словаччина | 0 – 0     | Франція        | Відбір до ЧЄ 1996 | -    |          |
| 12-10-1994 | Рамат-Ган  | Ізраїль    | 2 – 2     | Словаччина     | Відбір до ЧЄ 1996 | -    | 2'       |
| 12-11-1994 | Бухарест   | Румунія    | 3 – 2     | Словаччина     | Відбір до ЧЄ 1996 | -    |          |
| 8-3-1995   | Кошиці     | Словаччина | 2 – 1     | Росія          | товариський матч  | -    |          |
| 29-3-1995  | Кошиці     | Словаччина | 4 – 1     | Азербайджан    | Відбір до ЧЄ 1996 | -    |          |
| 26-4-1995  | Нант       | Франція    | 4 – 0     | Словаччина     | Відбір до ЧЄ 1996 | -    |          |
| 8-5-1995   | Братислава | Словаччина | 1 – 1     | Чехія          | товариський матч  | -    |          |
| 7-6-1995   | Забже      | Польща     | 5 – 0     | Словаччина     | Відбір до ЧЄ 1996 | -    | 61'      |
| 27-3-1996  | Нітра      | Словаччина | 4 – 0     | Білорусь       | товариський матч  | -    |          |
| Усього     |            | Матчів     | 12        |                | Голів             | 0    |          |